# Vanadyl dichloride
Vanadyl đichloride là một hợp chất vô cơ có công thức hóa học VOCl2. Nó là một trong số các oxychloride của vanadi, là một chất rắn màu xanh lá cây hút ẩm khi khan, phản ứng với nước.

## Điều chế
Nó được điều chế bằng cách kết hợp vanadi(III) chloride và các loại vanadi(V) oxit:
V2O5 + VOCl3 + 3VCl3 → 6VOCl2
Như đã được xác minh bằng phương pháp tinh thể học tia X, vanadyl đichloride có cấu trúc phân lớp, với các trung tâm vanadi bát diện được liên kết với các phối tử oxit và chloride kép.

## Hợp chất khác
VOCl2 còn tạo một số hợp chất với NH3, như VOCl2·5NH3 là bột màu nâu sáng.